# Deme Gábor (dramaturg)
Deme Gábor (Gödöllő, 1934. március 12. – Budapest, 1984. május 30.) Balázs Béla-díjas magyar dramaturg, színész.

## Élete
1952–53-ban az V. sz. Autójavító Vállalatnál dolgozott. Tanulmányait a Színművészeti Főiskola dramaturg főtanszakán végezte 1953–58 között. Diploma után, július 1-jétől haláláig a Magyar Rádió és Televízió munkatársa volt. Az Irodalmi és Drámai Főszerkesztőségen működött mint dramaturg, főmunkatárs, 1979 augusztusától pedig a Színpadi Dramaturgiai Osztály helyettes vezetőjeként tevékenykedett. Az első dramaturgok egyike, akik szakirányú képzettséggel kerültek a Magyar Televízióhoz. 1958-ban a Vacsora a Hotel Germániában c. tévéfilm társforgatókönyv-írója volt. Ez a film nyerte el a Magyar Televízió számára az első nemzetközi nagydíjat a dramatikus műfajban (Gábor Andor műve nyomán írta a forgatókönyvet Gárdos Miklóssal és Mihályfi Imrével közösen). Televíziós pályafutása során 133 tévéfilm illetve tévéjáték dramaturgja volt. Színészként is feltűnt néhány filmben, kisebb és nagyobb szerepekben. 1981-ben főszereplője volt A leveleket írató bogár c. filmnek. Különös gondot fordított a megfelelő szakemberek újabb generációjának kiképzésére. Gyakornoki rendszert épített ki 1970-ben az MTV művészeti területére felvett friss diplomások képzésére.

## Dramaturg munkái
- Princ, a katona 1–13. (1966) írta.: Őrsi Ferenc, rend.: Fejér Tamás
- Őrjárat az égen 1–4. – írta: Molnár Géza, rend.: Mihályfi Imre
- Egy óra múlva itt vagyok… 1–14. (1973) írta: Pintér József, rend.: Wiedermann Károly
- Irgalom 1–6. (1973) írta: Németh László, rend.: Hintsch György
- Linda (1983) írta: Polgár András, rend.: Gát György
- Különös házasság 1–4. (1984) írta: Mikszáth Kálmán, rend.: Zsurzs Éva

## Egyedi tévéjátékai
- Jöjjön el a te országod – (1972) írta: Pintér József, rend.: Wiedermann Károly
- Szeptember végén – (1974) írta: Mátis Lívia, rend.: Mészáros Márta
- Szörnyeteg – (1975) írta: Németh László, rend.: Hintsch György
- Daruszegi vasárnapok – (1976) írta: Rideg Sándor, rend.: Zsurzs Éva
- Teréz – (1978) írta: Örsi Ferenc, rend.: Zsurzs Éva
- A havasi selyemfiú – (1981) írta: Tersánszky Józsi Jenő, rend.: Kabay Barna - Gyöngyössy Imre
- A kávéház – (1981) írta: Carlo Goldoni, rend.: Horváth Jenő
- Brutus – (1981) írta: Bárány Tamás, rend.: Iglódi István
- Jegor Bulicsov és a többiek – (1981) írta: Makszim Gorkij, rend.: Havas Péter
- Lorenzaccio – (1982) írta: Alfred de Musset, rend.: Horváth Z. Gergely
- Imre – (1982) írta: Bereményi Géza, rend.: Gothár Péter
- Ördögölő Józsiás – (1984) írta: Tamási Áron, rend.: Gali László

## Díjak, kitüntetések
- Szocialista kultúráért (1964)
- A haza szolgálatáért (ezüst) (1970)
- Balázs Béla-díj (1980)
- MTV Elnöki Nívódíjak